# James Flynn
James Flynn (1965 – 2023) é um produtor cinematográfico irlandês. Como reconhecimento, foi nomeado ao Oscar 2010 na categoria de Melhor Curta-metragem por The Door.